# Chamerernebti (Tochter Niuserres)
Chamerernebti  war eine altägyptische Prinzessin der 5. Dynastie während des Alten Reiches und die Tochter von König (Pharao) Niuserre. 

## Herkunft und Familie
Chamerernebti war das einzige bekannte Kind von Niuserre. Sie war verheiratet mit dem einflussreichen Beamten und Wesir Ptahschepses. Dieser war bereits zuvor verheiratet, ein Sohn aus erster Ehe namens Chaefini wurde offenbar verstoßen. Im fortgeschrittenen Verlauf von Niuserres Regierungszeit vermählte er sich neu mit dessen Tochter Chamerernebti. Das Paar hatte fünf gemeinsame Kinder: Die Söhne Ptahschepses, Qednes, Kahotep und Hemachti sowie die Tochter Meritites und möglicherweise eine weitere Tochter unbekannten Namens. Chamerernebti wurde in der Mastaba ihres Gemahls in Abusir bestattet.

## Grabstätte
Chamerernebti wurde zusammen mit ihrer Tochter Meritites, ihrem Sohn Kahotep und einer namentlich nicht bekannten Prinzessin (vielleicht eine weitere Tochter) im sogenannten Grab der Prinzessinnen zwischen der Mastaba ihres Mannes und dem Totentempel der Niuserre-Pyramide in Abusir beigesetzt.